# Jeronimuspolder
De Jeronimuspolder is een polder in de Belgische provincie Oost-Vlaanderen die is gelegen tussen Sint-Jan-in-Eremo, Watervliet, en Waterland-Oudeman. De polder behoort tot de Eiland- en Brandkreekpolders.
Na de Sint-Elisabethsvloed van november 1404, waarbij de "oude" Passageule ontstond, werd dit gebied bedijkt in 1501. Opdrachtgevers waren Paul de Baenst en, na diens dood, Hieronymus Lauweryn, die een hoge functionaris onder Filips de Schone was. Naar Hieronymus is de polder vernoemd.
Binnen de polder bevindt een deel van de bebouwing van Sint-Jan-in-Eremo, een deel van de bebouwing van Watervliet en bebouwing en de kerk van Waterland-Oudeman. In het Nederlandse deel van deze polder vindt men de buurtschappen Stroopuit en Plakkebord.
In 1622 werd door deze polder de Brandkreek gegraven, die het Haantjesgat met de Passageule verbond en deel uitmaakte van de Staats-Spaanse Linies. Hierdoor werd ook de Jeronimuspolder polder in tweeën gedeeld en in 1711 als Brandkreekpolder weer ingedijkt. Deze polder ligt sindsdien op de grens van Nederland en België.
De in tweeën gedeelde polder beslaat een groot gebied, dat begrensd wordt door de Plaatweg, Plakkebord, de Sint-Livinuspolder, de Hoge Straat, de Houtlanddijk, de Mariapolderdijk, de Ketterijstraat, de Oudemansdijk en het Goedleven. Het Nederlandse deel van de polder beslaat 197 ha, het Belgische gedeelte is ongeveer 865 ha groot.